# ساوا

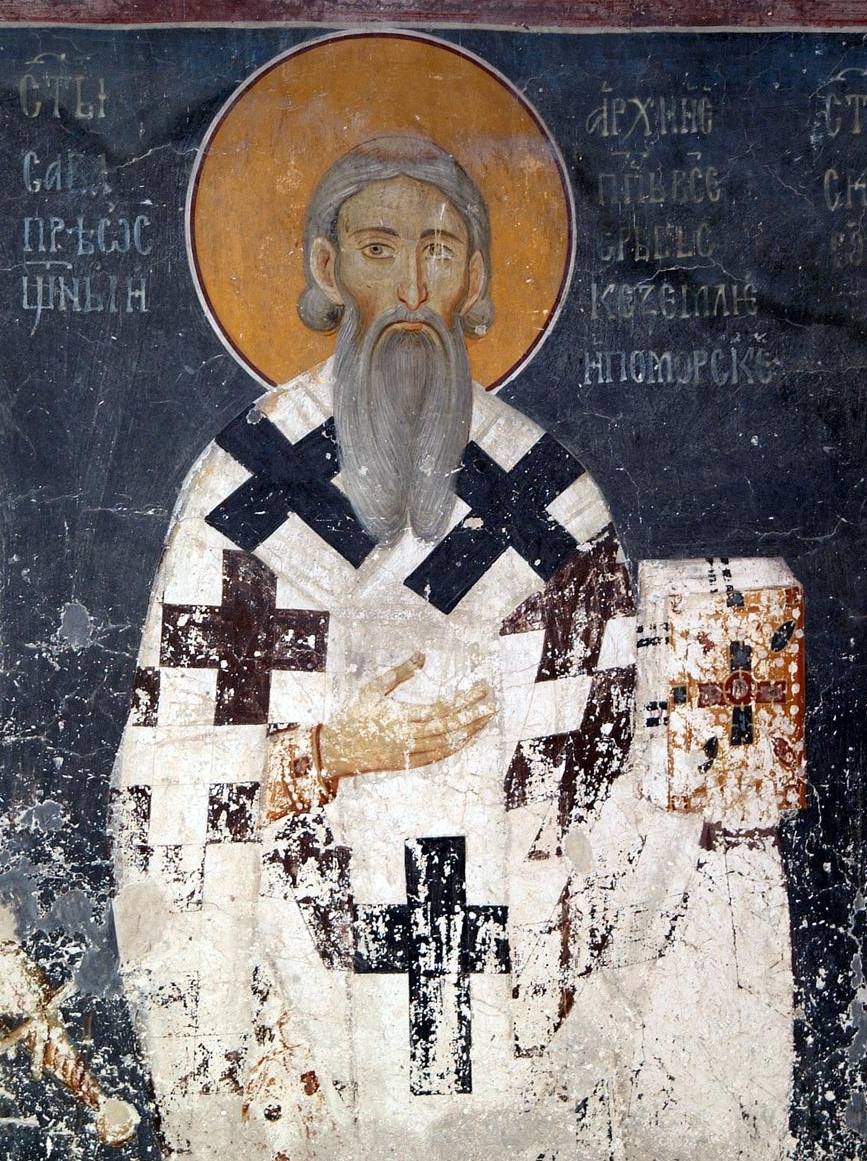

ساوای قدیس (به صربی: Свети Сава، تلفظ:سِوْتی ساوا, IPA:sʋɛ̂:ti: sǎ:ʋa) (۱۱۷۴ – ۱۴ ژانویه ۱۲۳۶) شاهزاده صربستانی و اولین اسقف اعظم کلیسای ارتدکس صربستان بود. وی به عنوان بنیادگذار ادبیات صربستان شناخته می‌شود. او اولین قانون اساسی صربستان را در سال ۱۲۱۹ منتشر ساخت که بر اساس قوانین رومی بود. ولی بزرگترین موفقیت وی، ایجاد کلیسای ارتدکس صربستان شناخته می‌شود. جسد وی توسط امپراتوری عثمانی در قرن شانزدهم به آتش کشیده شد و اکنون در محل آتش‌سوزی کلیسای جامع سنت ساوا قرار دارد.